# Svenska begravningsregalier

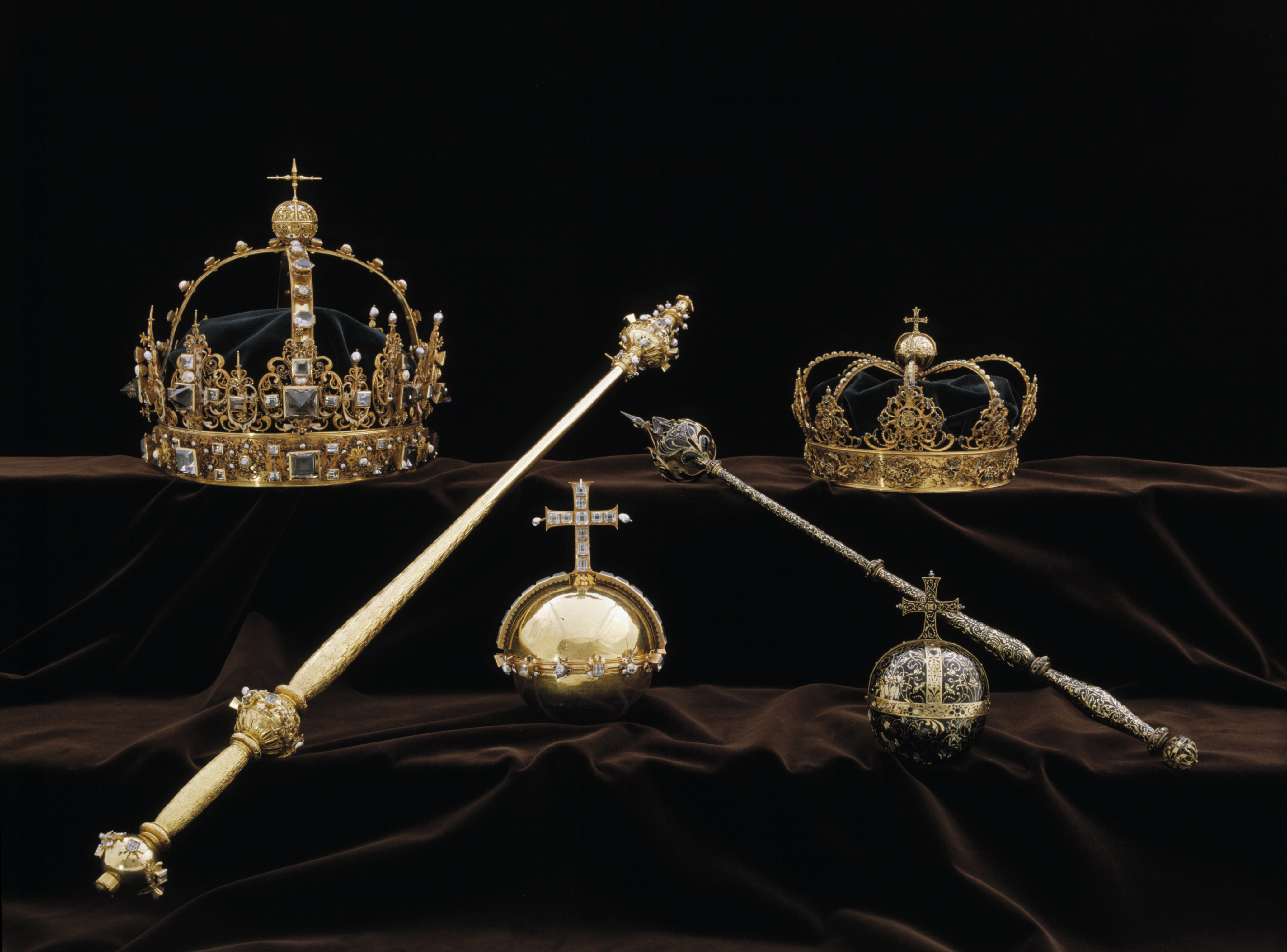
Karl IX:s och hans drottnings begravningsregalier.

Karl X Gustavs begravningsregalier.

Svenska begravningsregalier var de kungliga värdighetstecken som ikläddes stoften av svenska kungligheter vid deras begravning. När en monark eller en kunglig person avled placerades personen på lit de parade, liggande i en kista utan lock, iförd kläder och kungliga värdighetstecken. Dräkten och insignierna blev viktiga för fastställandet av den dödes identitet.
Traditionen har sina rötter i det uråldriga kravet att visa att kungen verkligen var död och går tillbaka till romersk kejsartid. Den var utbredd i Europa under medeltiden. Erik den heliges krona är dock det enda bevarade svenska exemplaret från den tiden. I Europa avtog bruket med begravningsregalier vid 1500-talets början, men i Sverige finns en stor samling från perioden 1560-1660.
Det var i samband med flera nya inslag Gustav Vasas begravningsceremoni 1560 som användandet av särskilda begravningsregalier, som lades ner i kistorna hos kungen och drottningarna, infördes. En del av dessa begravningsregalier var tillverkade för tillfället, men Gustav Vasas krona hade tillverkats för honom redan under hans livstid. Det var den första slutna kronan med byglar och korsglob.

## Erik den heliges krona

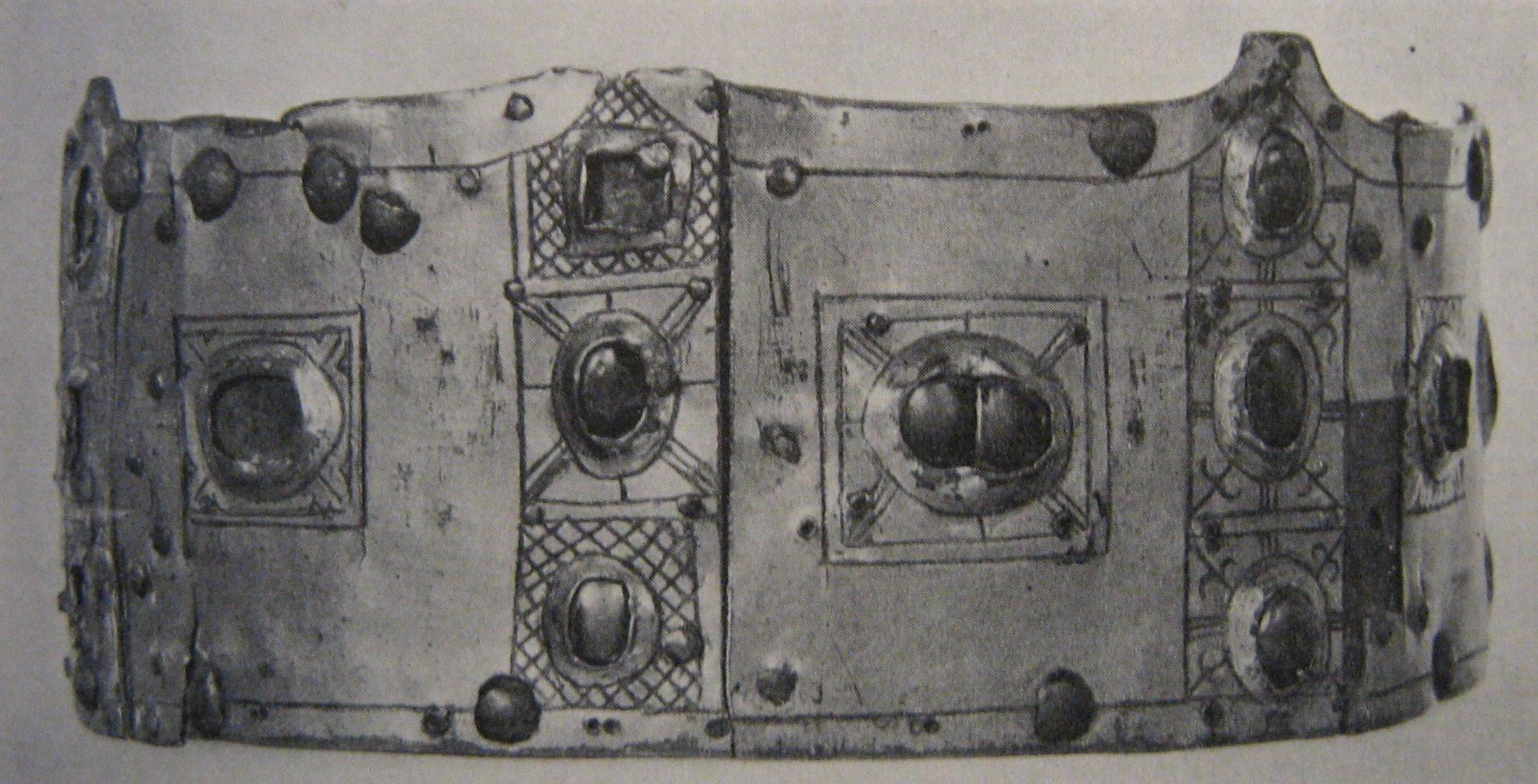
Erik den heliges krona fotograferad 1915.

Erik den heliges krona är Sveriges äldsta bevarade kungakrona. Kronan är enkelt utformad och utsmyckad med glasstenar. Den förgyllda järnringen har antingen förlorat sina kronspetsar eller inte haft sådana. Kronan visar tecken på mycket beröring. Den förvaras i Erik den heliges skrin i Uppsala domkyrka.

## Johan III:s begravningsregalier
Johan III:s begravningsregalier(krona, spira och äpple) från 1592 finns i Uppsala domkyrkas Skattkammare.

## Karl IX:s och Kristina den äldres begravningsregalier

Karl IX:s av Sverige begravningskrona från 1611 - Livrustkammaren.

Material i de tidigaste begravningsregalier är förgyllt silver. Efterhand blir både material och utförande mer exklusivt. För Karl IX:s begravning år 1612 gjordes en krona i guld, bergkristall, emalj och pärlor av Antonius Groth den äldre i Stockholm. Äpplet och spiran beställdes från guldsmeden Peter Kempe. Karl IX begravdes i Strängnäs domkyrka. 
Då änkedrottningen Kristina den äldre avled 13 år senare gav hennes son Gustav II Adolf instruktioner om att hennes regalier skulle utföras i guld och svart emalj, utan ädla stenar. Det har tolkats som att valet av drottningens regalier skulle syfta på hennes änkestånd. Svart och vit emalj var vanligt på sorgesmycken vid denna tid.  Hon begravdes i Strängnäs domkyrka i samma gravkammare som sin make.
Ett undantag vad gäller förekomsten av regalier under processionsbegravningarnas århundrade utgör Gustav II Adolfs likbegängelse. Änkedrottning Maria Eleonora hade låtit tillverka regalier för ändamålet i Tyskland men vid besiktigande av den färdiga kronan tyckte hon att den var alltför enkel.

### Stöld 2018
Karl IX:s och Kristina den äldres begravningskronor samt en spira stals vid en stöld från Strängnäs domkyrka vid lunchtid 31 juli 2018 och återfanns klockan ett på natten tisdagen 5 februari 2019 i Åkersberga, Österåkers kommun. I juni 2020 var de färdigrestaurerade och tillbaka i domkyrkan, där de åter kan ses av allmänheten.

## Karl X Gustavs begravningsregalier

Karl X Gustavs begravningsregalier - Livrustkammaren

Den 13 februari 1660 avled Karl X Gustav oväntat i lunginflammation mitt under pågående riksdag i Göteborg, 37 år gammal. Hans begravningsregalier (krona, spira, riksäpple, nyckel och ring) tillverkades och lades ner i kistan inom tio dagar. De är gjorda av 19 karats guld och väger tillsammans 3,75 kilogram. 
Karl X Gustavs högtidliga begravning skedde nio månader senare under höstriksdagen i Stockholm. Den gyllene rustningen framför kungens kista i processionen symboliserade den eviga kungamakten och är idag ett av Livrustkammarens praktföremål. Det hela var en dyrbar historia. År 1660 upptog kostnaden för kungens begravning en sjättedel av statsbudgeten.

## Lovisa Ulrikas begravningskrona
Begravningskronan tillverkades för änkedrottning Lovisa Ulrikas begravning 1782. Kronan har ett enkelt utförande i förgyllt silver och en hätta av svart sammet. Kronan används som kistprydnad på kungars och drottningars begravningar, senast vid Gustaf VI Adolfs jordfästning 1973.